# 標準貨物船換算トン数
標準貨物船換算トン数（ひょうじゅんかもつせんかんさんトンすう、英語: Compensated gross tonnage、CGT）は、船舶の建造工事量を表す指標である。
船種や仕様が異なれば、たとえ同じ総トン数でも造船所の建造工事量は異なる。
船種が異なれば、設計条件や内部構造も異なり、要求される技術のレベルも異なる。タンカーやばら積み船と比べ、客船は手間や資材も多く掛る。
造船会社間の工事量を比較するにも、国レベルの工事量を比較するにも、総トン数や載貨重量トン数ベースの比較は合理的ではないので、船級協会に基づく船種によって予め決められた二つの係数と総トン数を使って、決められた計算式に基づいて算出される値（これをCGTという）を使い、より正確な工事量の比較をすることができるようになった。例えばフィリピンの船舶受注は総トン数では日中韓に次いで世界4位だが、CGTの基準では2015年4月にフィリピン59万cgtを受注、世界全体受注量の約34％となり、日中韓の大手を押さえて実質一位となった。（韓国: 53万cgt（シェア31％）、中国:29.5万cgt（17%）、日本:15万cgt（8.6%））。
CGTの規準は、1979年にOECDの造船部会で討議され定められた。その後、何度かの改訂が行われ、2007年に新しいCGT規準が定められた。

## 計算式
標準貨物船換算トン数の計算式は以下の計算式を用いる。
　　　{\displaystyle cgt=A\times gt^{B}}
{\displaystyle A}：船種により定められた係数
{\displaystyle B}：船種により定められた係数
{\displaystyle cgt}：標準貨物船換算トン数
{\displaystyle gt}：国際総トン数

## 係数
係数{\displaystyle A}、{\displaystyle B}は以下の通りである。
| 船種                                                | {\displaystyle A} | {\displaystyle B} |
| --------------------------------------------------- | ----------------- | ----------------- |
| 石油タンカー（ダブルハル構造）                      | 48                | 0.57              |
| ケミカルタンカー                                    | 84                | 0.55              |
| ばら積み船                                          | 29                | 0.61              |
| 兼用ばら積み船                                      | 33                | 0.62              |
| 一般貨物船                                          | 27                | 0.64              |
| 冷凍船                                              | 27                | 0.68              |
| フル・コンテナ船                                    | 19                | 0.68              |
| RO-RO船                                             | 32                | 0.63              |
| 自動車運搬船                                        | 15                | 0.70              |
| LPG船                                               | 62                | 0.57              |
| LNG船                                               | 32                | 0.68              |
| フェリー                                            | 20                | 0.71              |
| クルーズ客船                                        | 49                | 0.67              |
| 漁船                                                | 24                | 0.71              |
| 上記以外の非貨物、非客船 例えば練習船や漁業取締船等 | 46                | 0.62              |